# Nadvojvoda Friderik Avstrijski
Nadvojvoda Friderik Avstrijski (polno ime Njegovo cesarsko in kraljevo veličanstvo Friedrich Maria Albrecht Wilhelm Karl, nadvojvoda Avstrije, princ Madžarske in Bohemije, knez Teschenski), avstrijski plemič in maršal, * 4. junij 1856, Gross-Sellowitz, † 30. december 1936, Altenburg.
Friedrich Avstrijski je bil sin Karla Ferdinanda Avstrijskega in njegove žene Elizabete Avstrijske.
8. oktobra 1878 se je poročil z nadvojvodinjo Izabelo Crojsko, s katero sta imela osem deklet in dečka Alberta.
8. decembra 1914 je postal generalfeldmaršal Avstro-ogrske vojske.